# Stadio municipale Germán Becker
Lo Stadio municipale Germán Becker (in spagnolo Estadio Municipal Germán Becker) è un impianto multifunzione di Temuco, in Cile, usato principalmente per il calcio. Ospita gli incontri interni del CD Temuco.